# Termitopisthes submissus
Termitopisthes submissus är en skalbaggsart som beskrevs av Tangelder och Jan Krikken 1982. Termitopisthes submissus ingår i släktet Termitopisthes och familjen Aphodiidae. Inga underarter finns listade i Catalogue of Life.